# Владимир (Алявдин)
Архиепископ Владимир (в миру Василий Фёдорович Алявдин, также Алаудин и Алудин; 28 июля 1791, Владимир — 20 мая 1845, Тобольск) — епископ Русской православной церкви, архиепископ Тобольский и Сибирский (1842—1845), епископ Костромской (1836—1842). Духовный писатель и проповедник.

## Биография
Родился 28 июля (8 августа) 1791 года во Владимире в семье священника Успенского женского монастыря.
В мае 1799 года поступил во Владимирскую духовную семинарию и ещё до окончания её, в марте 1812 года, был назначен в ней учителем французского языка. В 1814 году поступил в Московскую духовную академию, которую окончил в 1818 году со степенью магистра.
По окончании академии занимал различные учительские должности во Владимирской семинарии и несколько лет был инспектором в сане иеромонаха — был пострижен в монашество в Боголюбском монастыре архимандритом Никодимом 7 января 1826 года, а 20 января епископом Парфением рукоположён во иеромонаха и назначен строителем Сольбинской Никольской пустыни (в Переяславском уезде).
Затем был определён инспектором Пензенской семинарии и профессором философии и еврейского языка. Вскоре был назначен и ректором Пензенских духовного и уездного училищ. В 1820 году по его просьбе был переведён во Владимирскую духовную семинарию на те же должности, какие занимал в Пензенской. Как профессор он отличался прекрасным знанием своего предмета, умело и увлекательно читал его.
15 октября 1827 года иеромонах Владимир переведён ректором и профессором философии в Санкт-Петербургскую духовную семинарию и одновременно назначен ректором Александро-Невских духовных училищ; 29 января 1828 года возведён в сан архимандрита и определён действительным членом конференции Петербургской духовной академии.
С 25 сентября 1829 года — ректор и профессор богословия Калужской духовной семинарии и настоятель Лихвинского Доброго монастыря.
5 декабря 1834 года вызван в Санкт-Петербург на чреду священнослужения.

## Архиерейское служение
20 января 1835 года в Духовской церкви Александро-Невской лавры хиротонисан во епископа Чигиринского, викария Киевской епархии. Хиротонию совершали: Санкт-Петербургский митрополит Серафим, Грузинский митрополит (на покое) Иона, Тверской архиепископ Григорий (впоследствии митрополит Санкт-Петербургский) и Ревельский епископ Венедикт, викарий Санкт-Петербургской епархии. Назначение в Киевскую епархию радовало епископа Владимира, но служить там ему пришлось недолго.
С 26 сентября 1836 года управлял в течение шести лет Костромской епархией. В этот период времени он вёл непрестанную борьбу с расколом. Им был восстановлен Ипатьевский монастырь; созданы причетнические школы, в которых обучалось несколько сот детей духовного звания. Он часто совершал богослужения и поучал паству назидательными проповедями. Каждую неделю он служил не менее двух раз, а иногда и 4-5 раз; участвовал во всех крестных ходах. Его не останавливали ни холод зимой, ни жара летом, ни дальние расстояния.
14 ноября 1842 года с возведением в сан архиепископа был перемещён в Тобольск, где с прежним усердием строго исполнял свои архипастырские обязанности. Он заботился о благолепии церквей. Им благоукрашены Архангельская и Захарьевская церкви в Тобольске, восстановлена Крестовая церковь архиерейского дома, обновлён тёплый собор, построен новый загородный архиерейский дом и при нём каменная церковь. За тот короткий промежуток времени, в который он управлял Тобольской епархией, преосвященный обратил к православию около ста евреев и несколько киргизов и татар.
Архиепископ Владимир был неутомимым в епархиальных делах. Всех просителей он принимал сам лично, терпеливо выслушивал их просьбы и жалобы. Он с одинаковым вниманием принимал и простого и знатного, подчинённого и неподчинённого, богатого и бедного, набожного и равнодушного. В любое время его двери были открыты для всех, и каждого ожидал радушный приём и назидательная беседа. При такой занятости епархиальными делами находил время и для занятия литературной деятельностью. В Тобольске он подготовил к изданию свои поучения, занимался переводами с французского языка, делал выписки из хороших книг, записывал и свои благочестивые мысли. Занимался преосвященный и делами благотворительности.
27 февраля 1845 года архиепископ Владимир сильно заболел. Он не прекращал заниматься епархиальными делами, но, чувствуя упадок сил, послал в Св. Синод прошение об увольнении его на покой. 22 марта 1845 года он собственноручно написал духовное завещание с указанием места своего погребения; 7 апреля составил прощальное слово к бывшим своим паствам, особенно к тобольской. На Евангелии, которое по завещанию должны были положить с ним в гроб, он написал год и число своего рождения, время поступления в монашество, дату хиротонии, а также написал и год своей кончины (1845). После этого он ещё раза два с большим трудом принимал участие в богослужении.
Скончался 20 мая (1 июня) 1845 года; 25 мая было совершено погребение в Крестовой церкви загородного архиерейского дома (по завещанию).

## Сочинения
- Краткое описание Киево-Злато-Верхо-Михайловского первоклассного мужского монастыря, составленное в 1835 году. — Киев, 1835. — 53 с.
- Церковный год или собрание воскресных поучений, говоренных к народу в 1835, 1836 и 1837 гг. в Киеве и Костроме. — СПб., 1838. 2 ч.
- Собрание поучительных слов, говоренных в разные времена и в разных местах с присовокуплением христианского месяцеслова. — М., 1838. 2 ч.
- Поучительные слова, говоренные в разные времена и в разных местах Владимиром, еп. Костромским и Галичским, вместе с христианским месяцесловом. — М., 1838.
- Краткое описание Киево-Златоверхо-Михайловского монастыря со сказанием о мощах и жизни великомученицы Варвары. — Киев, 1835.
- Речь при погребении еп. Пензенского Иннокентия (Смирнова).
- Жизнеописание преосв. Иннокентия, епископа Пензенского. — СПб., 1821.
- Прощальное слово к паствам. // Странник. — 1861, ноябрь. — С. 183—184.